# (32530) 2001 PW12
2001 PW12 (asteroide 32530) é um asteroide da cintura principal. Possui uma excentricidade de 0.21769500 e uma inclinação de 13.30894º.
Este asteroide foi descoberto no dia 12 de agosto de 2001 por Jaime Nomen em Ametlla de Mar.